# Nizozemské královské námořnictvo
Nizozemské královské námořnictvo (nizozemsky: Koninklijke Marine, zkratka: KM) je nejstarší složkou ozbrojených sil Nizozemska. Současným velitelem královského námořnictva je viceadmirál Matthieu J. M. Borsboom. K 1. lednu 2010 námořnictvo tvoří celkem 10 993 osob, z toho 6886 námořníků a 3060 vojáků námořní pěchoty. Jádrem námořnictva je šest fregat třídy De Zeven Provinciën a Karel Doorman, dvě výsadkové lodě třídy Rotterdam, čtyři konvenční ponorky třídy Walrus, čtyři oceánské hlídkové lodě třídy Holland, šest minolovek a řada zásobovacích a jiných plavidel. Námořní letectvo tvoří okolo 40 vrtulníků typu Lynx a NH90.
Plavidla nizozemského královského námořnictva používají prefix Zr. Ms. (do roku 1890 a od 30. dubna 2013; zkratka za Zijner Majesteits ~ Jeho Veličenstva). V období od roku 1890 do 30. dubna 2013 používala prefix Hr. Ms. (zkratka za Harer Majesteits ~ Jejího Veličenstva). V anglické literatuře se někdy (nepřesně) používá prefix HNLMS (zkratka za His/Her Netherlands Majesty's Ship) bez ohledu na pohlaví panovníka.

## Historie

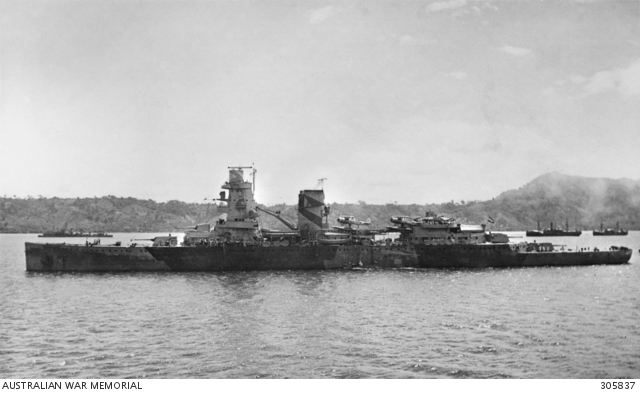
Lehký křižník De Ruyter byl Japonci potopen v bitvě v Jávském moři. Na lodi zahynul i kontradmirál Karel Doorman.

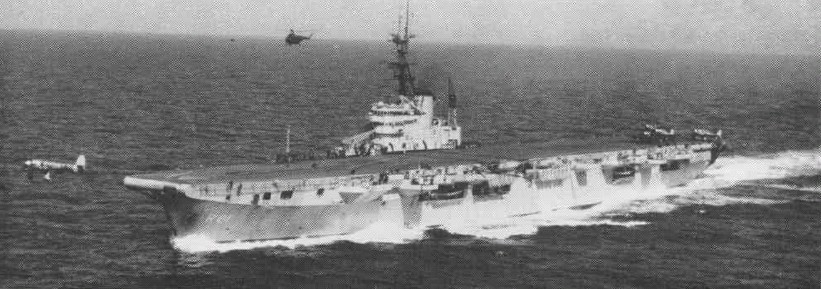
Letadlová loď Karel Doorman

Nizozemsko má dlouhou námořní tradici. Od doby, kdy si v 16. století na Španělsku vymohlo nezávislost, bojovalo v řadě konfliktů, například v sérii čtyř anglo-nizozemských válek v 17. století. Námořnictvo se od 17. století stalo důležitým prostředkem pro vybudování nizozemské koloniální říše.
Za první světové války se Nizozemsku podařilo udržet neutralitu, za druhé světové války ho však obsadila Třetí říše. Válečné lodě, které nepadly do rukou nepřítele proto operovaly z kolonií a ze základen nizozemských spojenců. Námořnictvo za války, zejména při neúspěšném pokusu o obranu Nizozemské východní Indie proti japonské invazi, utrpělo katastrofální ztráty. Většinu lodí přitom ztratilo v únoru 1942 v bitvě v Jávském moři. Velké ztráty utrpěl též loďařský průmysl, protože Němci při ústupu koncem války zničili většinu loděnic a zablokovali přístavy.
Po skončení světové války se námořnictvo zapojilo do neúspěšných bojů za udržení nizozemských kolonií, zejména Indonésie, které vyhlásily samostatnost. Poté se těžiště činnosti námořnictva přesunulo do Evropy. V roce 1949 se Nizozemsko stalo zakládajícím členem NATO a v následujících dekádách podřizovalo vývoj námořnictva společným cílům aliance. Zejména se zaměřilo na protiponorkový boj ve východním Atlantiku a ochranu lodní dopravy. Hlídkování měly provádět skupiny vedené křižníky či letadlovou lodí Hr. Ms. Karel Doorman. Část obnovy námořnictva přitom financovaly USA z programu MDAP. Nizozemské námořnictvo se tak za studené války stalo jedním z klíčových námořnictev v rámci NATO.

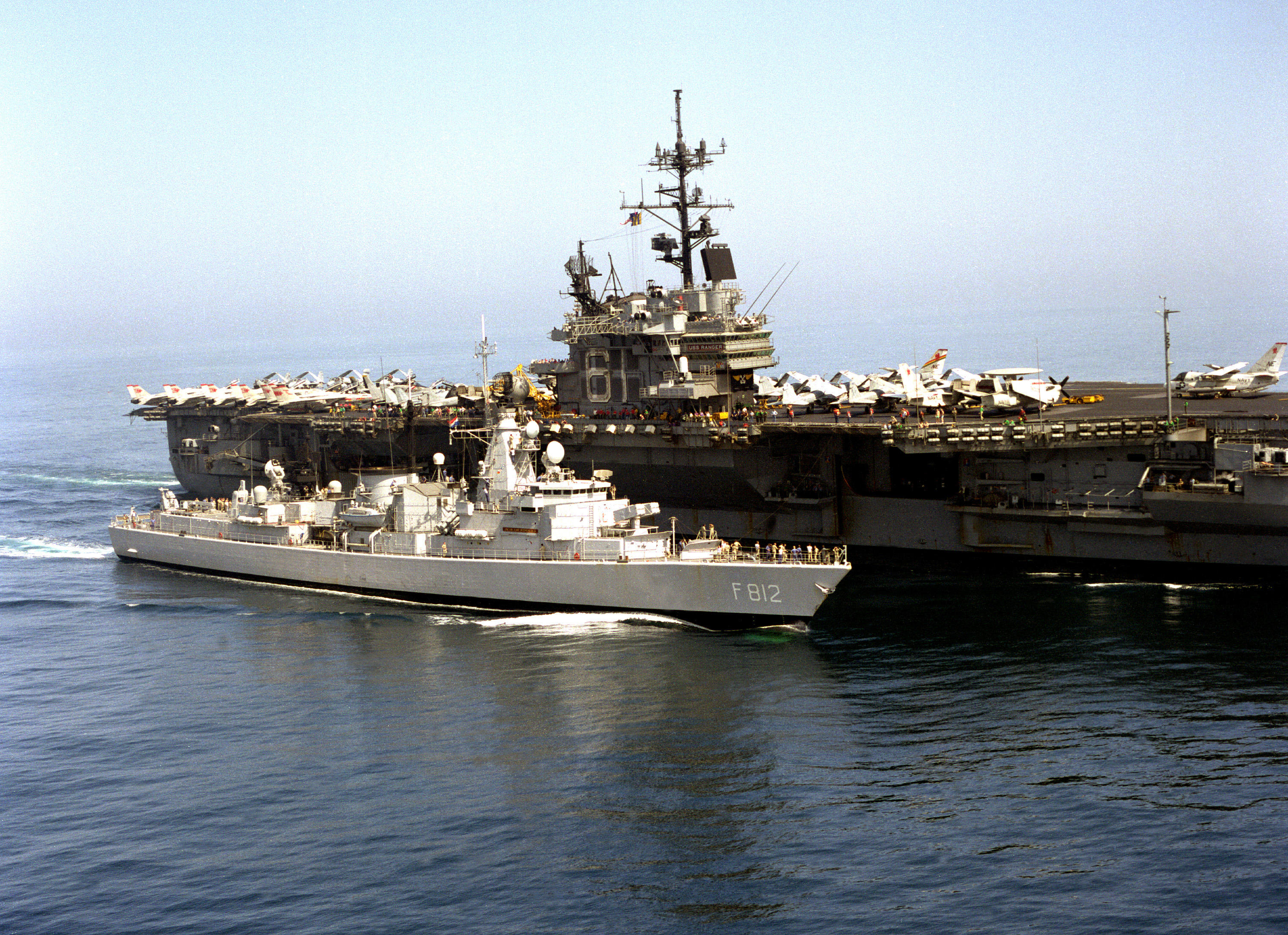
Nizozemská fregata Jacob Van Heemskerck doprovází americkou letadlovou loď USS Ranger během války v Zálivu

Konec studené války přinesl omezení výdajů na obranu a reformu námořnictva, které ztratilo dosavadního hlavního protivníka v podobě sovětského námořnictva. V průběhu 90. let došlo především k redukci velikosti námořnictva a na počátku nového milénia bylo námořnictvo transformováno do své současné podoby. Podle prvních plánů měly jádro válečného námořnictva tvořit čtyři protiletadlové fregaty třídy De Zeven Provinciën, osm víceúčelových fregat třídy Karel Doorman, dvě výsadkové dokové lodě třídy Rotterdam, čtyři ponorky třídy Walrus a deset minolovek třídy Tripartite. Pro snižující se rozpočet však bylo toto složení příliš ambiciózní, a proto byly roku 2004 dvě fregaty třídy Karel Doorman prodány Chile a počet minolovek se snížil na polovinu. Později bylo kvůli úspoře nákladů rozhodnuto o prodeji dalších čtyř fregaty třídy Karel Doorman a jejich nahrazením levnějšími oceánskými hlídkovými plavidly třídy Holland. Bojové jednotky přitom bude od roku 2015 podporuje víceúčelová podpůrná loď Karel Doorman, která nahradila pomocná plavidla Zuiderkruis a Amsterdam.

## Složení

### Fregaty

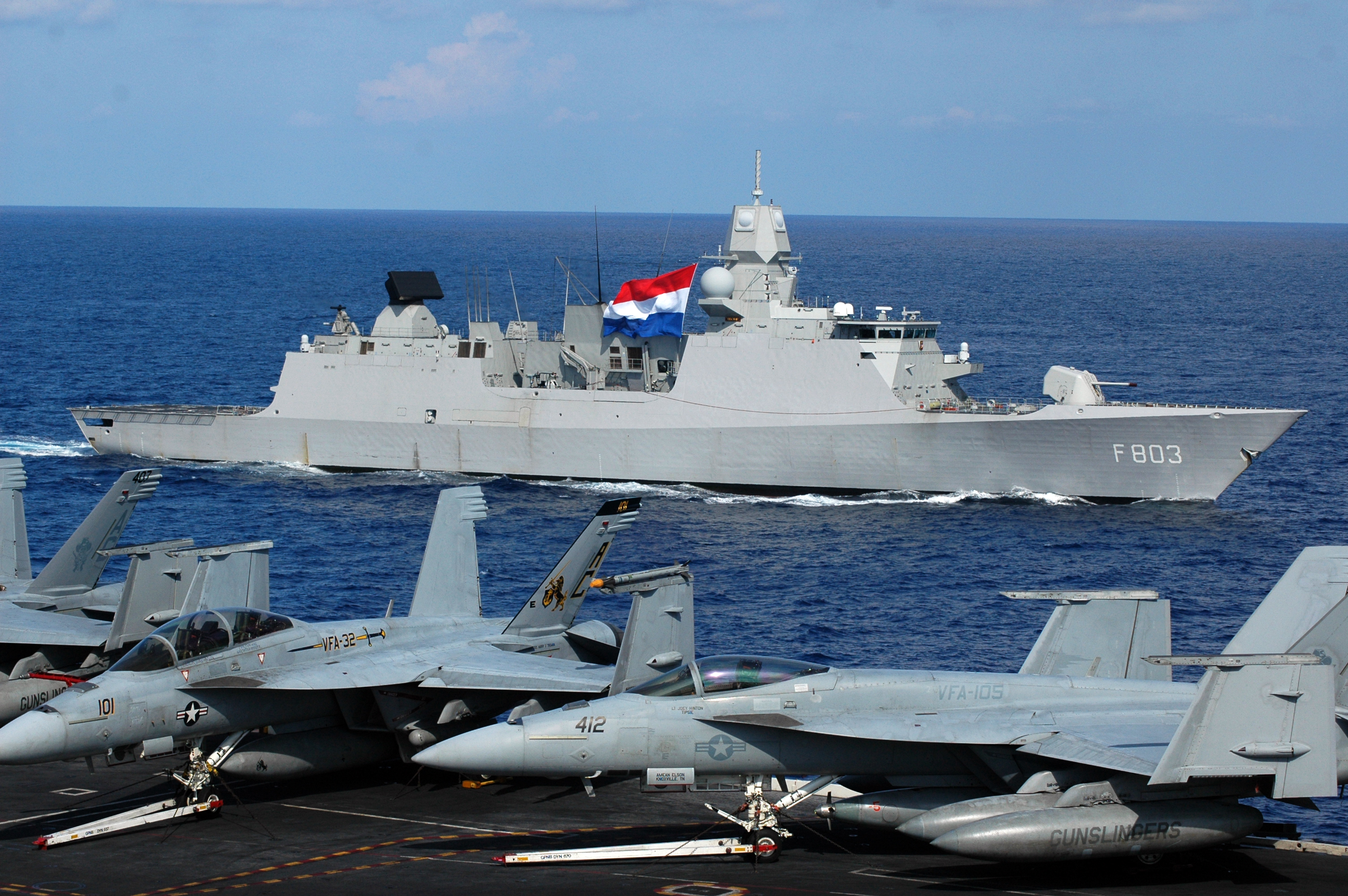
Hr. Ms. Tromp (F803)

- Třída De Zeven Provinciën – protiletadlové stealth fregaty
  - Zr. Ms. De Zeven Provinciën (F802)
  - Zr. Ms. Tromp (F803)
  - Zr. Ms. De Ruyter (F804)
  - Zr. Ms. Evertsen (F805)

- Třída Karel Doorman – univerzální fregaty
  - Zr. Ms. Van Speijk (F828)
  - Zr. Ms. Van Amstel (F831)

### Výsadkové lodě

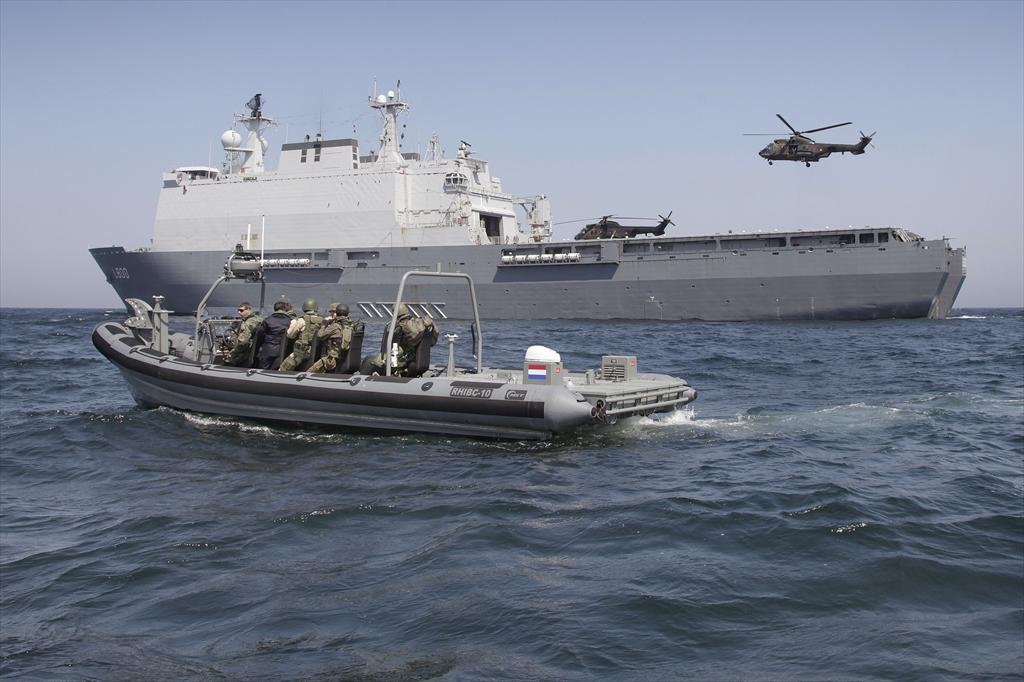
Hr. Ms. Rotterdam (L800)

- Třída Rotterdam – Amphibious Transport Dock
  - Zr. Ms. Rotterdam (L800)
  - Zr. Ms. Johan de Witt (L801)

### Hlídkové lodě

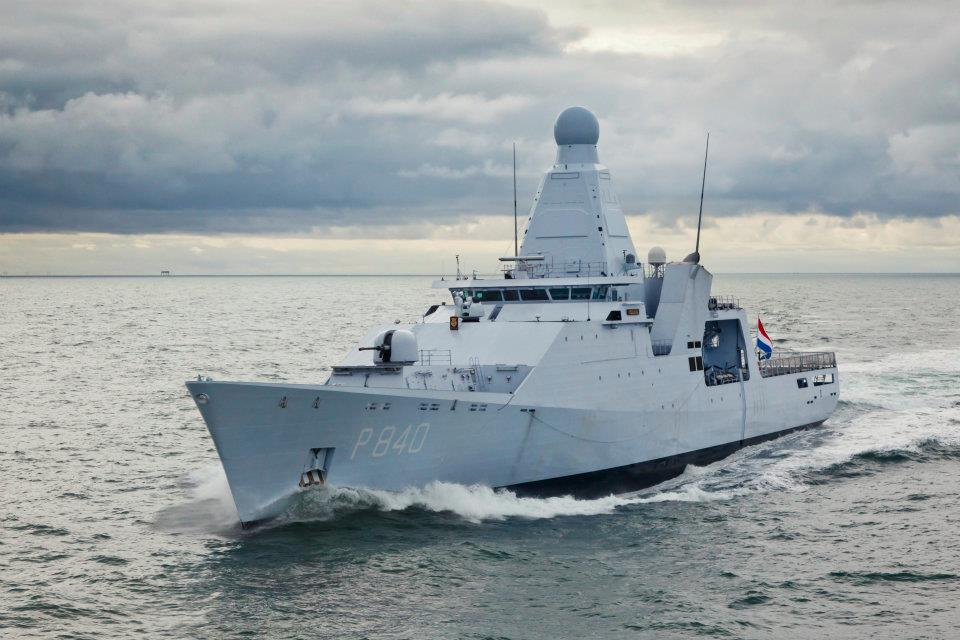
Třída Holland

- Třída Holland – oceánská hlídková loď
  - Zr. Ms. Holland (P840)
  - Zr. Ms. Zeeland (P841)
  - Zr. Ms. Friesland (P842)
  - Zr. Ms. Groningen (P843)

### Ponorky

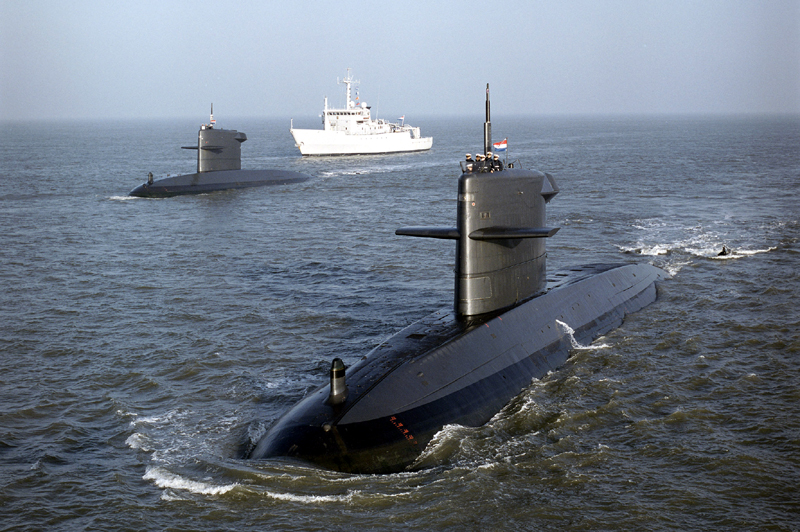
Třída Walrus

- Třída Walrus – diesel-elektrické útočné ponorky
  - Zr. Ms. Zeeleeuw (S803)
  - Zr. Ms. Dolfijn (S808)
  - Zr. Ms. Bruinvis (S810)

### Minolovky
- Třída Tripartite
  - Zr. Ms. Makkum (M857)
  - Zr. Ms. Schiedam (M860)
  - Zr. Ms. Zierikzee (M862)
  - Zr. Ms. Willemstad (M864)

### Výsadkové čluny
- Landing Craft Utility (LCU)
- Landing Craft Vehicle Personnel (LCVP)

### Podpůrná plavidla

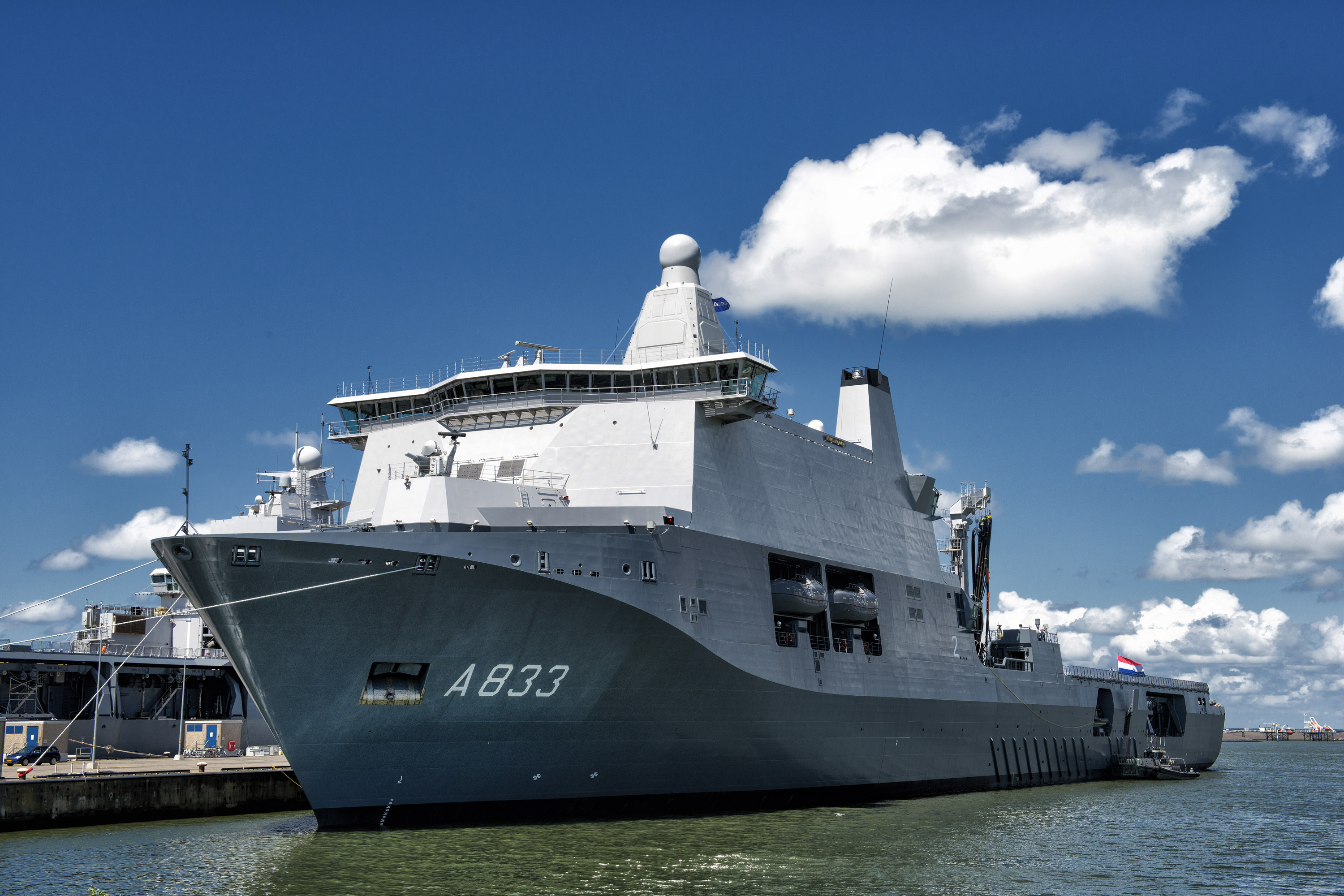
Hr. Ms. Karel Doorman (A833)

- Zr. Ms. Karel Doorman (A833)

### Pomocné lodě
- Zr. Ms. Pelikaan (A804) – logistická podpůrná loď
- Zr. Ms. Mercuur (A900) – podpůrná loď pro výcvik ponorek
- Zr. Ms. Van Kinsbergen (A902) – námořní cvičná loď
- Zr. Ms. Urania (Y8050) – cvičná plachetnice

### Výzkumné lodě
- Třída Snellius
  - Zr. Ms. Snellius (A802)
  - Zr. Ms. Luymes (A803)

## Plánované akvizice
- Ve spolupráci s Belgií probíhá vývoj nových fregat a minolovek třídy RMCM. Nizozemsko plánuje zakoupit čtyři protiponorkové fregaty třídy ASWF, které nahradí poslední dvě jednotky třídy Karel Doorman. Objednáno bylo šest minolovek, které nahradí třídu Tripartite.[2]
- Roku 2023 má být loděnicí Damen Group dokončena bojová podpůrná loď Zr. Ms. Den Helder (A834).[3]
- Třída Orka (4 ks) – Konvenční ponorky, které nahradí třídu Walrus. Předběžně vybrán typ Blacksword francouzské loděnice Naval Group, který je konvenčním derivátem jaderných ponorek třídy Suffren.[4]